# Nerejsjanka
Nerejsjanka (ryska: Нерейшанка) är ett vattendrag i Belarus.   Det ligger i voblasten Vitsebsks voblast, i den nordöstra delen av landet, 190 km nordost om huvudstaden Minsk.
Omgivningarna runt Nerejsjanka är en mosaik av jordbruksmark och naturlig växtlighet. Runt Nerejsjanka är det glesbefolkat, med 16 invånare per kvadratkilometer.